# Srimangal (Kreis)
Die Upazila Srimangal (in englischer Sprache: Sreemangal) ist eine Upazila im Distrikt Moulvibazar in der Division Sylhet im Nordosten von Bangladesch.
Die größte Stadt im Upazila ist Srimangal.

## Geographie
Die Stadt Srimangal hatte bei der letzten Volkszählung 21.596 Einwohner. Sie ist in fünf Stunden durch die Eisenbahn aus der Hauptstadt Bangladeschs, Dhaka, zu erreichen. Auch mit der am Golf von Bengalen liegenden Hafenstadt Chittagong ist Srimangal durch die Eisenbahn verbunden. Es bestehen auch Busverbindungen zur Hauptstadt und zu weiteren Orten im Lande.
Die Upazila Srimangal hat etwa 230.000 Einwohner. Sie grenzt im Süden an den indischen Bundesstaat Tripura.

## Geschichte
Archäologische Funde aus Kalapur ca. 12 km nördlich des Stadtzentrums von Srimangal wurden auf das 11. Jahrhundert n. Chr. datiert und befinden sich heute (2012) im Museum in Kalkutta im heutigen Westbengalen. Das starke Erdbeben in Assam des Jahres 1897 führte zu großen Zerstörungen und zu Veränderungen  der geographischen Verhältnisse in der Stadt und Umgebung.
Die heutige Upazila (damalige Bezeichnung: Thana) Srimangal wurde im Jahre 1912 von der Regierung der Provinz Bengalen des damaligen Kaiserreichs Indien eingerichtet. Die Stadt (Municipality) wurde 1935 gegründet.
An den neunmonatigen Unabhängigkeitskrieg Bangladeschs im Jahre 1971, der mit Hilfe von Truppen der Indischen Union im Dezember des Jahres endete, erinnern zwei Gedenkstätten und zwei Massengräber, jeweils in Nord- und Süd Varaura.

## Landwirtschaft
Srimangal ist die Teehauptstadt Bangladeschs, der in den naheliegenden Hügeln angebaut wird und auch lokal in einer Teeverarbeitungsfabrik veredelt wird. Weitere wichtige landwirtschaftliche Erzeugnisse des Kreises sind unter anderen Betel, Kautschuk, Kartoffeln, Gemüse und Früchte wie Ananas und Zitrusfrüchte. Es werden auch Fischfang, Milchwirtschaft sowie Vieh- und Geflügelzucht betrieben.

## Religionen
Mehr als 50 % der Bevölkerung sind Muslime. Zu den Hindus zählen fast 50 % der Einwohner, während Buddhisten und Christen sehr kleine Minderheiten bilden.